# Драгойново
Драго́йново (болг. Драгойново) — село в Пловдивській області Болгарії. Входить до складу общини Пирвомай. 

## Населення
За даними перепису населення 2011 року у селі проживали 359 осіб, усі — болгари. За даними на 15 вересня 2022 року кількість населення становить 350 осіб.
Розподіл населення за віком у 2011 році:
Динаміка населення: